# Bloodywood
I Bloodywood sono un gruppo musicale folk metal/rap metal indiano, fondato nel 2016 dal chitarrista Karan Katyjar e che si ispira principalmente a band quali Linkin Park, Rage Against the Machine, System of a Down, Alter Bridge e Limp Bizkit come loro influenze musicali.

## Storia
Prima di formare la band Katiyar realizzava regolarmente parodie metal di popolari canzoni di Bollywood ma aveva difficoltà a trovare un cantante adatto. Ad un concerto locale, Katiyar incontrò Jayant Bhadula, che lavorava come talent scout in una società di intrattenimento, e rimase impressionato dalla sua voce.
Nel 2017 la band ha pubblicato il demo Anti-Pop Vol. 1, contenente varie cover tra cui Heavy dei Linkin Park, che ha attirato l'attenzione di molti siti web musicali come Loudwire e Metal Hammer. Nel 2018 hanno pubblicato Ari Ari, una cover dell'omonima canzone bhangra del duo Bombay Rockers, che a sua volta era una versione della canzone popolare indiana Baari Barsi.
Il 18 febbraio 2022 il gruppo ha pubblicato l'album di debutto Rakshak, da cui sono stati estratti i singoli Endurant e Machi Bhasad nel 2019 e Yaad nel 2020.
Il secondo album in studio della band si intitola Nu Delhi, sarà pubblicato il marzo 2025 ed è stato anticipato dai singoli Nu Delhi e Bekhauf, con le Babymetal, nel 2024 e Tadka nel 2025.

## Formazione
- Jayant Bhadula – voce, growl
- Raoul Kerr – voce
- Roshan Roy – basso
- Vishesh Singh – batteria
- Karan Katyjar – chitarra, flauto
- Sarthak Pahwa – dhol

## Discografia

### Album in studio
- 2022 – Rakshak
- 2025 – Nu Delhi

### Singoli
- 2018 – Rang Basanti
- 2018 – Ari Ari
- 2018 – Jee Veerey
- 2019 – Endurant
- 2019 – Machi Bhasad
- 2020 – Yaad
- 2024 – Nu Delhi
- 2024 – Bekhauf (feat. Babymetal)
- 2025 – Tadka